# Phryxe hirta
Phryxe hirta är en tvåvingeart som först beskrevs av Jacques-Marie-Frangile Bigot 1881.  Phryxe hirta ingår i släktet Phryxe och familjen parasitflugor. Inga underarter finns listade i Catalogue of Life.